# Championnats du monde féminins de boxe amateur 2025
Ne doit pas être confondu avec les Championnats du monde de boxe 2025 (hommes et femmes) organisés par la World Boxing.
Navigation
Édition précédente
Les 14es Championnats du monde de boxe amateur féminins se déroulent du 9 au 16 mars 2025 à Niš, en Serbie.
Ce championnat intervient alors le Comité international olympique a interpellé l’ensemble des fédérations nationales affiliées à l'IBA indiquant que seules les fédérations affiliées à la World Boxing pouvaient prétendre à participer aux prochains Jeux olympiques.

## Nations participantes
Les pays participants sont :
1. Afghanistan (3)
2. Afrique du Sud (8)
3. Allemagne (2)
4. Arménie (4)
5. Australie (1)
6. Azerbaïdjan (6)
7. Biélorussie (6)
8. Brésil (1)
9. Bulgarie (4)
10. Cap-Vert (1)
11. Chine (12)
12. Colombie (2)
13. Corée du Nord (6)
14. Cuba (3)
15. Espagne (6)
16. Éthiopie (3)
17. Géorgie (2)
18. Grèce (5)
19. Haïti (1)
20. Irlande (8)
21. Kazakhstan (12)
22. Kenya (8)
23. Kirghizistan (3)
24. Lettonie (2)
25. Macédoine du Nord (1)
26. Maroc (7)
27. Mexique (8)
28. Moldavie (3)
29. Mongolie (3)
30. Monténégro (1)
31. Pays-Bas (1)
32. Nigeria (1)
33. Ouzbékistan (12)
34. Polynésie française (2)
35. Porto Rico (3)
36. Portugal (1)
37. Roumanie (10)
38. Russie (12)
39. Serbie (12) (Pays hôte)
40. Sierra Leone (3)
41. Slovaquie (4)
42. Suède (1)
43. Tadjikistan (3)
44. Tanzanie (5)
45. Thaïlande (4)
46. Tunisie (1)
47. Turquie (12)
48. Venezuela (8)
49. Vietnam (8)
50. Zimbabwe (3)
51. Réfugiés (1)

## Résultats

### Podiums
| Catégorie de poids           | Or                   | Argent              | Bronze                   |
| ---------------------------- | -------------------- | ------------------- | ------------------------ |
| Poids pailles (-48 kg)       | Nazym Kyzaibay       | Iuliia Chumgalakova | Hong Kyong-ryong         |
| Poids pailles (-48 kg)       | Nazym Kyzaibay       | Iuliia Chumgalakova | Farzona Fozilova         |
| Poids mi-mouches (-50 kg)    | Alua Balkibekova     | Hu Meiyi            | An Kum-byol              |
| Poids mi-mouches (-50 kg)    | Alua Balkibekova     | Hu Meiyi            | Sabina Bobokulova        |
| Poids mouches (-52 kg)       | Pang Chol-mi         | Buse Naz Çakıroğlu  | Feruza Kazakova          |
| Poids mouches (-52 kg)       | Pang Chol-mi         | Buse Naz Çakıroğlu  | Dragana Jovanović        |
| Poids coqs (-54 kg)          | Widad Bertal         | Hatice Akbaş        | Sara Ćirković            |
| Poids coqs (-54 kg)          | Widad Bertal         | Hatice Akbaş        | Natnicha Chongprongklang |
| Poids plumes (-57 kg)        | Anđela Branković     | Punrawee Ruenros    | Esra Yıldız              |
| Poids plumes (-57 kg)        | Anđela Branković     | Punrawee Ruenros    | Cai Yan                  |
| Poids légers (-60 kg)        | Nune Asatryan        | Viktoriya Grafeyeva | Miroslava Jedináková     |
| Poids légers (-60 kg)        | Nune Asatryan        | Viktoriya Grafeyeva | Natalia Shadrina         |
| Poids super-légers (-63 kg)  | Aida Abikeyeva       | Thananya Somnuek    | Elena Babicheva          |
| Poids super-légers (-63 kg)  | Aida Abikeyeva       | Thananya Somnuek    | Hà Thị Linh              |
| Poids welters (-66 kg)       | Busenaz Sürmeneli    | Navbakhor Khamidova | Anastasija Lukajić       |
| Poids welters (-66 kg)       | Busenaz Sürmeneli    | Navbakhor Khamidova | Albina Moldazhanova      |
| Poids super-welters (-70 kg) | Elena Gapeshina      | Lisa O'Rourke       | Aryna Danilchyk          |
| Poids super-welters (-70 kg) | Elena Gapeshina      | Lisa O'Rourke       | Natalia Bogdanova        |
| Poids moyens (-75 kg)        | Anastasiia Shamonova | Aoife O'Rourke      | Wang Lina                |
| Poids moyens (-75 kg)        | Anastasiia Shamonova | Aoife O'Rourke      | Nikolina Gajić           |
| Poids mi-lourds (-81 kg)     | Saltanat Medenova    | Büşra Işıldar       | Hasna Larti              |
| Poids mi-lourds (-81 kg)     | Saltanat Medenova    | Büşra Işıldar       | Wang Xiaomeng            |
| Poids lourds (+81 kg)        | Zhan Yilian          | Yeldana Talipova    | Elif Güneri              |
| Poids lourds (+81 kg)        | Zhan Yilian          | Yeldana Talipova    | Daria Sazonova           |

### Tableau des médailles
- Pays organisateur ( Serbie)

| Rang  | Nation        | Or | Argent | Bronze | Total |
| ----- | ------------- | -- | ------ | ------ | ----- |
| 1     | Russie        | 4  | 1      | 2      | 7     |
| 2     | Kazakhstan    | 3  | 2      | 1      | 6     |
| 3     | Turquie       | 1  | 3      | 2      | 6     |
| 4     | Chine         | 1  | 1      | 3      | 5     |
| 5     | Serbie        | 1  | 0      | 5      | 6     |
| 6     | Corée du Nord | 1  | 0      | 2      | 3     |
| 7     | Maroc         | 1  | 0      | 1      | 2     |
| 8     | Thaïlande     | 0  | 2      | 1      | 3     |
| 9     | Irlande       | 0  | 2      | 0      | 2     |
| 10    | Ouzbékistan   | 0  | 1      | 3      | 4     |
| 11    | Biélorussie   | 0  | 0      | 1      | 1     |
| 11    | Moldavie      | 0  | 0      | 1      | 1     |
| 11    | Slovaquie     | 0  | 0      | 1      | 1     |
| 11    | Vietnam       | 0  | 0      | 1      | 1     |
| Total | Total         | 12 | 12     | 24     | 48    |